# Катастрофа Convair 990 на Тенерифе
Катастрофа Convair 990 на Тенерифе — крупная авиационная катастрофа, произошедшая 3 декабря 1972 года. Авиалайнер Convair CV-990-30A-5 Coronado авиакомпании Spantax выполнял чартерный рейс BX275 по маршруту  Санта-Крус-де-Тенерифе- Мюнхен, но через несколько секунд после взлёта потерял высоту и рухнул на землю в 632 метрах от аэропорта Лос-Родеос. Погибли все находящиеся на его борту 155 человек — 148 пассажиров и 7 членов экипажа. 
На 2024 год остаётся крупнейшей авиакатастрофой в истории авиации Испании и самолёта Convair 990. На момент событий также являлась крупнейшей авиакатастрофой в Испании.

## Самолёт
CV-990-30A-5 с бортовым номером EC-BZR и заводским 30-10-25 был выпущен в 1962 году.

## Экипаж
Экипаж состоял из семи человек, почти все испанцы, кроме одной стюардессы-немки, но имевшей при этом испанское гражданство. Состав экипажа был следующий:
- Командир воздушного судна — Даниэль Нуньес (исп. Daniel Nuñez).
- Второй пилот — Франсиско Сааведра (исп. Francisco Saavedra).
- Бортинженер — Хосе Альберто Санс (исп. José Alberto Sanz).
- Стюардессы:
  - Кармен Прьето (исп. Carmen Prieto),
  - Нуриа Кабре (исп. Nuria Cabré),
  - Хессине Мордасс (исп. Gessine Mordass),
  - Кармен Ривас (исп. Carmen Rivas).

## Катастрофа
Самолёт выполнял чартерный рейс BX275 из Санта-Крус-де-Тенерифе в Мюнхен, а на его борту находились 148 пассажиров-немцев. Они прибыли на Тенерифе на греческом круизном лайнере Jason, а в 05:30 приехали в аэропорт. Ещё один из пассажиров проспал, а потому не попал на рейс.
В самом аэропорту в это время стоял туман. Без четверти семь утра (06:45) самолёт начал разгон, а затем оторвался от полосы. Но едва авиалайнер начал подниматься, как через несколько секунд, когда была достигнута высота 90 метров, он начал быстро терять высоту, а в 325 метрах от торца полосы и в 15 метрах левее продолжения её оси врезался в землю и взорвался. Прибывшие на помощь спасатели и очевидцы нашли одного выжившего среди обломков, но он позже скончался в больнице от полученных травм. Таким образом, все 155 человек на борту авиалайнера погибли.
На момент событий это была крупнейшая авиакатастрофа в Испании, на 2013 год — третья, после столкновения в аэропорту Лос-Родеос (также на Тенерифе), и катастрофы Boeing 747 под Мадридом. Крупнейшая катастрофа с участием Convair 990 и в истории испанской авиации.

## Причины
Причиной катастрофы следственная комиссия назвала потерю управления, вызванную дезориентацией пилотов в условиях почти нулевой видимости.